# Tangelo Park
Tangelo Park es un lugar designado por el censo ubicado en el condado de Orange en el estado estadounidense de Florida. En el Censo de 2010 tenía una población de 2.231 habitantes y una densidad poblacional de 2.440,21 personas por km².

## Geografía
Tangelo Park se encuentra ubicado en las coordenadas 28°27′22″N 81°26′48″O / 28.45611, -81.44667. Según la Oficina del Censo de los Estados Unidos, Tangelo Park tiene una superficie total de 0.91 km², de la cual 0.91 km² corresponden a tierra firme y (0%) 0 km² es agua.

## Demografía
Según el censo de 2010, había 2.231 personas residiendo en Tangelo Park. La densidad de población era de 2.440,21 hab./km². De los 2.231 habitantes, Tangelo Park estaba compuesto por el 10.04% blancos, el 83.73% eran afroamericanos, el 0.13% eran amerindios, el 0.31% eran asiáticos, el 0.09% eran isleños del Pacífico, el 3.41% eran de otras razas y el 2.29% pertenecían a dos o más razas. Del total de la población el 9.73% eran hispanos o latinos de cualquier raza.